# Schlesinger-Haus auf der Babia Góra
Das Schlesinger-Haus auf der Babia Góra, auch Schutzhaus auf der Babiagura, (pl. Schronisko turystyczne na Babiej Górze) lag auf einer Höhe von 1616 Metern Höhe in Polen in den Saybuscher Beskiden unterhalb des Gipfels der Babia Góra, des Diablaks, an der Quelle der Głodna Woda, der höchsten dauerhaft Wasser führenden Quelle der Westbeskiden. Sie ist einer der Quellbäche der Arwa, die zum Schwarzen Meer entwässert. Das Gebiet gehört zur Gemeinde Zawoja.

## Geschichte

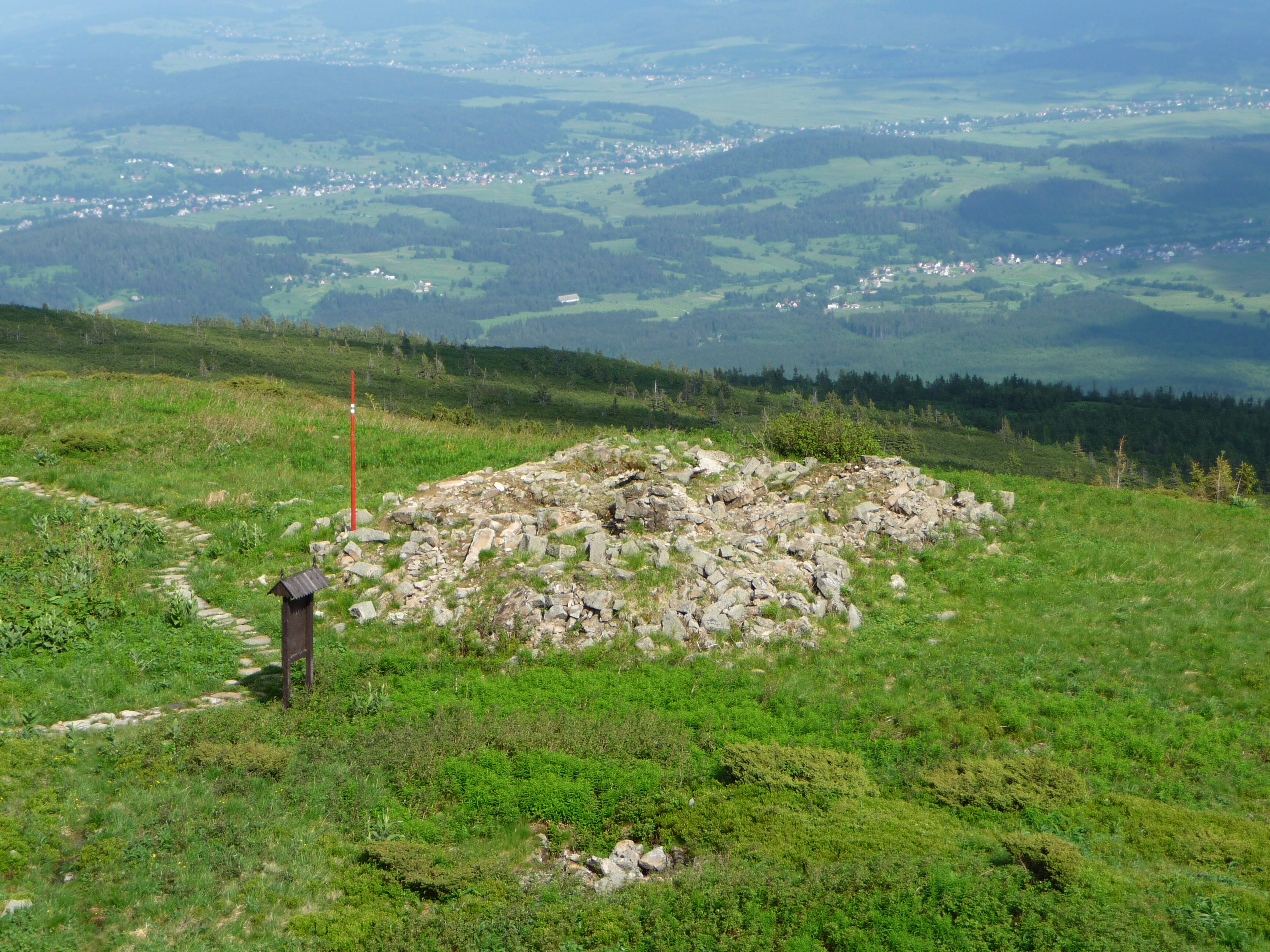
Reste der Hütte mit Info-Tafel

Die Hütte wurde bereits 1905 vom Beskidenverein mit 20 Übernachtungsplätzen errichtet. Die Gaststube konnte 50 Personen gleichzeitig verköstlichen. Neben der Hütte befand sich ein Wohnhaus für die Betreiber, ein Stall, eine Wetterstation und eine Kapelle. Wasser wurde von der Bergquelle Głodna Woda geschöpft. Projektleiter war Wilhelm Schlesinger. Sie war die erste moderne Hütte in den Saybuscher Beskiden. Kurz danach wurde die Markowe-Szczawiny-Hütte eröffnet. Bereits 1894 richtete der Beskidenverein den Akademikerpfad zum Gipfel ein, der an der Hütte vorbeiführte. Der Blick von der Hütte reichte bis zur Tatra und weit nach Ungarn hinein. Die Hütte selbst befand sich an der Grenze zwischen Galizien und der Arwa, also Österreich und Ungarn auf dem Gebiet Ungarns. Nach dem Ersten Weltkrieg kam die Hütte für kurze Zeit an die Tschechoslowakei und dann 1922 an die Zweite Polnische Republik. Das Objekt wurde 1937 vom Beskidenverein an einen Lemberger Gebirgsverein übertragen. Am 1. September 1939 wurde es von einem deutschen Flugzeug bombardiert, wobei die Wirtschaftsgebäude abbrannten. Nach dem Überfall auf Polen kam es an die Slowakei. Nach dem Zweiten Weltkrieg stationieren hier Soldaten der Roten Armee, danach verfiel das Haus. 1949 wurde es von der Polnischen Tatra-Gesellschaft restauriert, brannte jedoch unmittelbar nach dem Wiederaufbau aus ungeklärter Ursache vollständig aus. Ein erneuter Wiederaufbau wurde zunichtegemacht, als das Gebiet zu einem Naturschutzpark und später Nationalpark erklärt wurde. Die Mauern wurden schließlich 1979 abgetragen.